# بشناق تركيا
بشناق تركيا هم مواطنين أتراك ينحدرون من أصول بشناقية، معظمهم جاءوا من البوسنة والهرسك ،إقليم السنجق ودول يوغوسلافيا السابقة.

## التعداد
في إحصاء سنة 1965,كان 17,627 مواطن تركي يتحدثون البوسنوية كلغة أولى يمثلون %0.05 فقط من السكان وكانت النسبة الأكبر منهم في قوجه ايلي (%1.2) ،محافظة صقاريا (%0.7) ،قرقلر ايلي (%0.4) وازمير (%0.2).بينما كان 34،892 يتحدثون البوسنية كلغة ثانية.

## انظر ايضاً
- أتراك البوسنة